# Rechliner Mauer

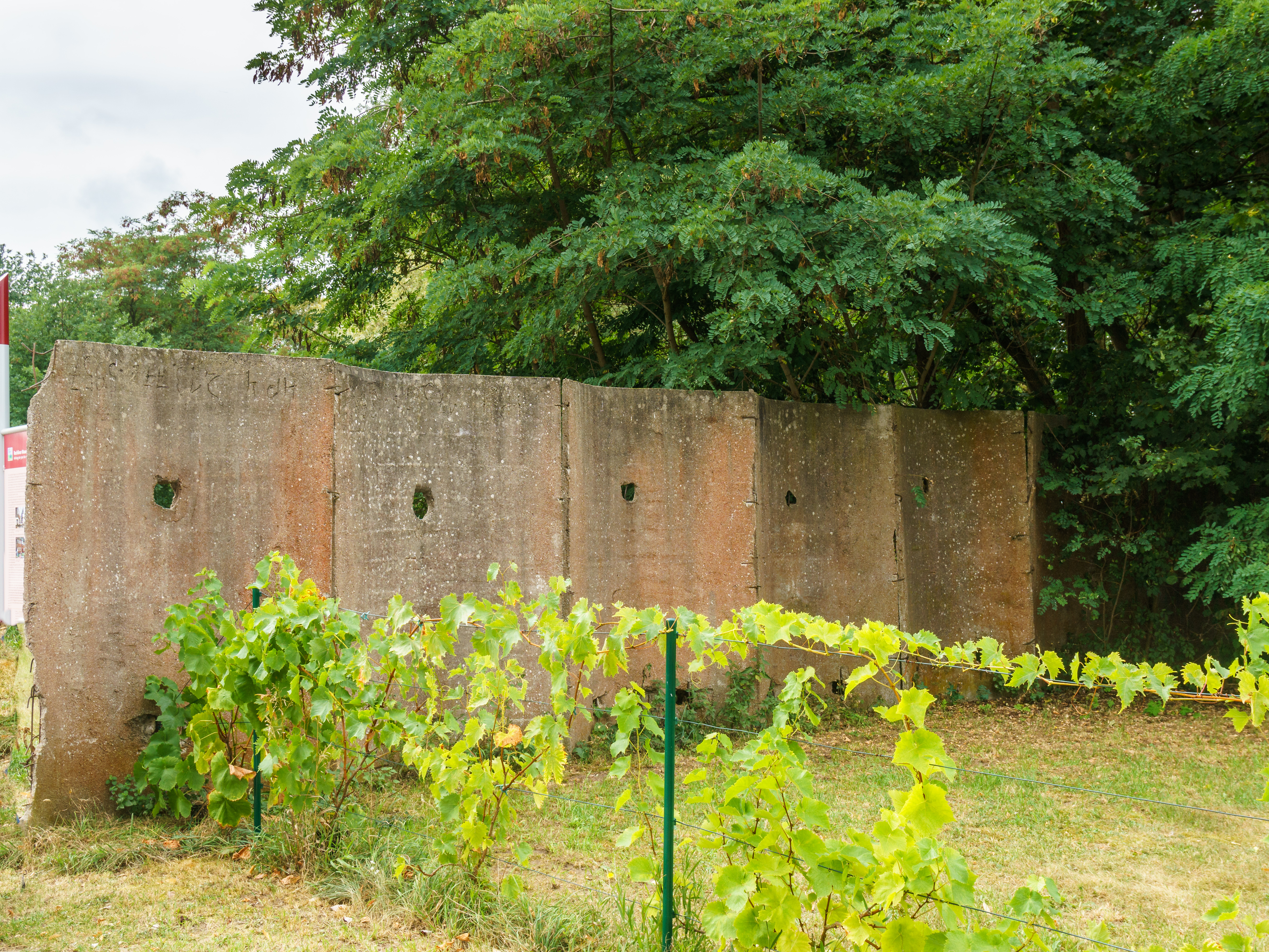
Reste der Rechliner Mauer (2019)

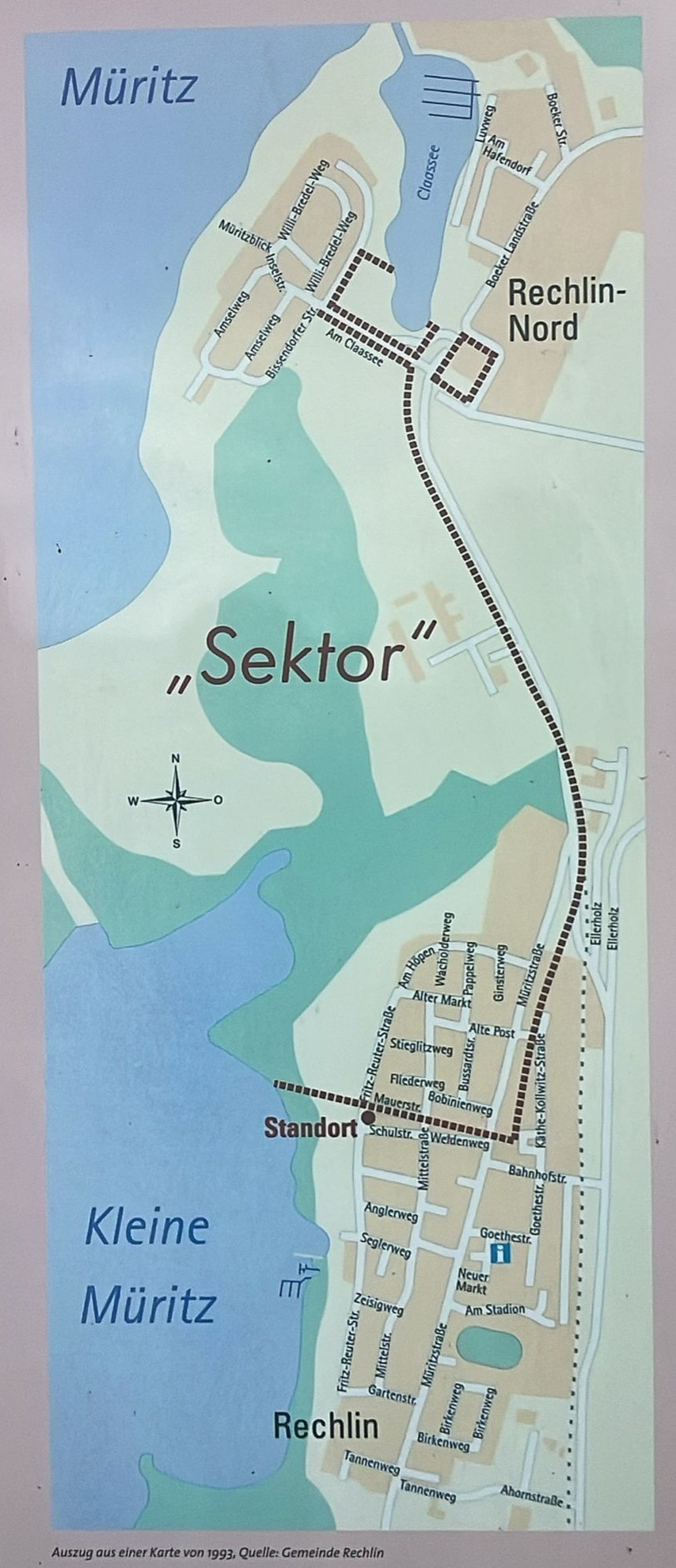
Karte des Verlaufs der Mauer

Die Rechliner Mauer teilte den Ort Rechlin von 1948 bis 1993 in einen sowjetischen und einen deutschen Sektor.

## Geschichte
Auf dem Gelände der früheren Erprobungsstelle Rechlin waren ab 1945 sowjetische Truppen der Luftwaffe stationiert. Anfang der 1950er Jahre wurde das Areal zuerst durch einen Holzwall und dann mit einer Mauer umgeben. Mehr als 40 Jahre lang trennte diese 2,5 km lange Mauer den deutschen Teil von Rechlin mit 2500 Einwohnern von den bis zu 4500 Piloten und Soldaten mit ihren Familien. Offiziell durften Rechliner diesen Teil nicht betreten. Frauen wurden toleriert und konnten in einem Laden auf sowjetischer Seite einkaufen. Unmittelbar nach dem Abzug der sowjetischen Truppen bzw. GUS-Streitkräfte im Sommer 1993 wurde auf Beschluss der Gemeinde im Bereich der Fritz-Reuter-Straße ein 80 m langes Teilstück der Mauer erhalten. Überreste der Mauer und Schautafeln sind in der Mauerstraße und an der Müritzstraße zu finden; durch den Ort verläuft eine blaue Linie, die den ehemaligen Verlauf der Mauer markiert.

## Mauerpark
Im Juni 2025 wurde ein Mauerpark eröffnet. Darin steht ein Denkmal zur Erinnerung an die Mauer. Die Eröffnung war bereits für das 30-jährige Jubiläum des Abzugs der sowjetischen Truppen geplant, verzögerte sich aber, da die finanziellen Mittel zuerst für die Beräumung von Militäraltlasten genutzt wurden.